# 데이미언 딜레이니
데이미언 핀바 딜레이니 (Damien Finbarr Delaney, 1981년 7월 20일 코크 ~ )는 아일랜드의 전 축구 선수로, 과거 센터백으로 뛰었다. 아일랜드 축구 국가대표팀 출신이다.